# Jean Delespine (théologien)
Pour les articles homonymes, voir Jean Delespine.
Jean Delespine ou Jean de l'Espine ou encore en latin Jean de Spina ou Spinaeus (1506, Daon - 1594 ou 1597, Saumur), théologien et moraliste protestant angevin.

## Biographie

### Catholique zélé
S'il reste encore des lacunes dans sa biographie sur la période catholique de sa vie, Jean de l'Espine affirme, dans la préface de ses Opuscules, avoir été prieur au couvent des Augustins d'Angers. En 1552, Jean de L'Espine est un catholique zélé, puisqu'il entreprend, à son passage à Château-Gontier, de ramener dans le giron de l'Église romaine, Jean Rabec, qui fut brûlé comme hérétique, le 24 avril 1556. L'influence du supplice de Jean Rabec sur Jean de l'Espine fut importante dans sa future conversion[réf. nécessaire].

### Prêche à Angers
Il était en relation épistolaire avec Jean Calvin dès 1550. Après la mort de Rabec, Jean de L'Espine continue sa route vers Angers, où il est envoyé par ses supérieurs. Pendant un an, il y prêche les nouvelles idées de l'Église Réformée, sans toutefois avouer sa conversion. Devant un nombreux auditoire, il prêche la repentance et la rémission des péchés par la mort de Jésus-Christ ; aussi finit-il par devenir suspect aux autres moines. Il doit alors s'enfuir d'Angers pour échapper au bûcher. Il doit se retirer à Montargis sous la protection de Renée de France, duchesse de Ferrare.

### Protestant
En septembre 1561, il participe au Colloque de Poissy. Il y joue un rôle, mais il n'a reçu de mandat d'aucune église. C'est pendant ce colloque, le 8 septembre 1561, qu'il fait profession ouverte de la religion protestante et signa la Confession de foi des églises réformées. Il rejoint alors le protestantisme comme d'autres membres de son ordre.

### Pasteur
Devenu ministre de la nouvelle religion, il devient pasteur de l'église protestante qui vient d'être crée à Saumur. Prédicateur réputé, il est nommé ensuite à Fontenay-le-Comte, qu'il quitta bientôt après pour aller desservir La Rochelle, où il passe, selon Louis-Étienne Arcère, plusieurs années. En 1564, il est appelé à Provins pour y établir le culte protestant. À partir de 1564, il n'est pas fait mention de L'Espine pendant deux ans.
Il prit part à la controverse religieuse organisée à Paris en 1566 par le duc de Bouillon et le duc de Montpensier avec deux docteurs catholiques sur les points controversés entre les deux Églises.

### Saint-Barthélemy
Il échappe au Massacre de la Saint-Barthélemy en 1572. Il trouva asile et secours à Montargis, auprès de Renée de France, après la Saint-Barthélémy. Après la mort de cette dernière, il se rend à Genève; mais, au mois de juillet 1576, il est appelé comme pasteur à Saumur. Deux ans plus tard, le Synode national de Sainte-Foy le donna à l'église d'Angers, qu'il paraît avoir desservie jusqu'au traité de Nemours. Forcé de fuir en 1586, il se retira à Saint-Jean-d'Angély.

### Ministre à Saumur
Après l'avènement au trône de Henri IV, L'Espine fut placé comme ministre à Saumur. Sur la fin de sa vie, ses facultés intellectuelles s'étant considérablement affaiblies, le consistoire l'engagea à prendre sa retraite en promettant de lui continuer son traitement. Il ne veut point y consentir. De son côté, le Synode national, qui se tint la même année à Saumur, lui envoya Charnier et Dorival, dans le vain espoir de vaincre sa résistance. Il vécut encore plusieurs mois.

### Prosateur
Il est l'auteur de plusieurs ouvrages, et est considéré par Haag comme un des bons prosateurs français du XVIe siècle. Pour Louis Hogu, Son talent d'écrivain et de moraliste est fait de théologie et d'antiquité, de douceur angevine et de zèle apostolique (…) Il a parlé d'une manière remarquable la riche et vigoureuse langue du XVIe siècle.
Hauréau indique que La Croix du Maine a connu Jean de l'Espine, mais, sans indiquer le titre de ses ouvrages, et en renvoyant au catalogue des livres censurés par la Sorbonne.
Les ouvrages de Jean de l'Espine comprennent des sermons, des lettres, des livres de théologie et de polémique religieuse où, dit Pierre Bayle, la piété et la bonne morale paroissent avec éclat.. Il y a aussi des ouvrages de morale théorique, des écrits moraux de circonstance, et enfin 7 livres d' excellents discours.

## Œuvres
- Traicté pour oster la crainte de mort, et la faire désirer à l'homme fidèle. P. M. D. S. A[Note 9]. Lyon : J. Lertout, 1558. In-−8° , 185 p. ; Traicté pour oster la crainte de la mort, et la faire désirer à l'homme fidèle, p. M. J. d. L'E. [Jean de L'Espine], plus une briève déclaration de la résurrection des morts, avecques quelques prières et méditations[Note 10].  (S. l.,) : imprimé nouvellement, 1583. In-32 ;
- Discours du vray sacrifice et du vray sacrificateur, œuvre monstrant à l'œil, par tesmoignage de la Saincte Escripture, les abus et resveries de la messe et l'ignorance, superstition et impostures des prebstres, par J. de L'Espine  (S. l.,), 1563. In-−8° , 23 p Lyon, Ravot, 1564, in-8[Note 11]. ;
- Traitté consolatoire et fort utile contre toutes afflictions... composé... par J. de Spina,...  Lyon : J. Saugrain, 1565. In-−8° , 63 p[Note 12];
- Traicté des tentations et moyens d'y résister, composé par un docte et excellent personnage de ce temps [Jean de L'Espine], Lyon : Jean Saugrain, 1566. In-−8° , 60 p ;
- Dialogue de la Cène de N. S. Jésus-Christ, plus un traitté du vray sacrifice et vray sacrificateur, par Jean de L'Espine,... (S. l.,), 1566, In-−8° , 70 p ;
- Actes de la dispute et conférence tenue à Paris, ès mois de juillet et aoust 1566, entre deux docteurs de Sorbonne  et deux ministres de l'église réformée..., Strasbourg, P. Estiard, 1566, 1567. In-32, 295 p. ; Paris : J. Dallier, 1568. In-−8° , 573 ff. et table ; Actes de la Conference (Les) tenue à Paris es Moys de juillet & Aoust, 1566. Entre deux Docteurs de Sorbonne, & deux Ministres de Calvin[Note 13]. Paris Par Jean Foucher 1568 In-8 de 20-573-(3) ff. ; Verdun, par Nicolas Bacquenois. 1568[Note 14] ;
- Défense et confirmation du traicté du vray sacrifice et sacrificateur, faict par M. Jehan de l'Espine,... à l'encontre des frivoles responses et argumens de M. René Benoist,... Genève : impr. M. Bezart, 1567. In-8 ̊ , [VI-] 152 p[Note 15] ;
- Traicté povr consoler les malades et les asseurer contre les frayeurs et apprehensions de leurs pechez, de la mort, du Diable, de la Loy et de l'Ire et le Jugement de Dieu. Sans lieu ni nom d'imprimeur[Note 16] 1582. Petit in-8. 4ff. 124ff[Note 17]; La Rochelle, 1588 ;
- Excellens discours de I. de l'Espine, Angevin touchant le repos et le contentemen de l'esprit. Distinguez en sept livres, avec sommaire & annotations, qui montrent l'ordre et la suite des discours[Note 18] Basle, 1587. In-−8°, pièces limin., 718 p ; La Rochelle : T. Regius, 1588, In-−8°, pièces limin., 718 p. et table ; Lyon : G. de Lomme, 1589, In-−8°, pièces limin., 718 p. ; La Rochelle, Hierosme Haultain, 1594. Petit in-12, 758 p ;
- Consolation et instruction aux malades contre l'appréhension : 1. de leurs péchez, 2. de la mort, 3. du diable, 4. de la malédiction de la foy, 5. de l'ire et du jugement de Dieu, par M. J. de L'Espine (Genève,) : pour J. Chouët, 1588. In-16, 269 p ;
- Opuscules théologiques de M. Jean de L'Espine,... comprins en deux parties[Note 19]... (Genève,) : impr. de J. Stoer, 1598. In-16, 1044 p., index.